# Giovanni La Via
Giovanni La Via (* 28. Juni 1963 in Catania, Sizilien) ist ein italienischer Politiker (PdL, NCD, Forza Italia). Er war von 2009 bis 2019 Mitglied des Europäischen Parlaments.

## Leben und politische Karriere
La Via studierte Agrarwissenschaften an der Universität Catania und legte die Promotion in Agrarwirtschaft und Agrarpolitik ab. Daraufhin arbeitete er an der Universität als wissenschaftlicher Mitarbeiter, außerordentlicher und später ordentlicher Professor sowie als Bewertungssachverständiger für Forschungsprojekte der Europäischen Union und als Leiter der Abteilung für Agrarökonomie und Evaluierung. 
Als Parteiloser war er von 2006 bis 2009 Beigeordneter für Landwirtschaft und Forsten der Region Sizilien unter den Regionalpräsidenten Salvatore Cuffaro und Raffaele Lombardo. 
Zur Europawahl 2009 trat er im Wahlkreis italienische Inseln für Silvio Berlusconis Mitte-rechts-Partei Il Popolo della Libertà (PdL) an und wurde mit über 145.000 Vorzugsstimmen ins Europäische Parlament gewählt. Dort schloss er sich der Fraktion der Europäischen Volkspartei an, war Mitglied des Ausschusses für Landwirtschaft und ländliche Entwicklung (2009–10), im Haushaltsausschuss (2010–14), Delegierter im Ausschuss für parlamentarische Kooperation EU-Moldau und in der Parlamentarischen Versammlung EURO-NEST. Ab Februar 2013 war er Vorsitzender der italienischen Delegation in der EVP-Fraktion und ab Mai 2013 Mitglied des Fraktionsvorstands. Im Zuge der Spaltung der PdL im November 2013 schloss sich La Via der vom Sizilianer Angelino Alfano geführten Partei Nuovo Centrodestra (NCD) an, die im italienischen Parlament weiterhin die Koalitionsregierung Letta stützte. Er blieb aber Vorstandsmitglied der EVP-Fraktion. 
Bei der Europawahl 2014 war La Via Spitzenkandidat der gemeinsamen Liste von NCD und Unione di Centro im Wahlkreis italienische Inseln und wurde mit rund 56.000 Vorzugsstimmen wiedergewählt. Anschließend war er Vorsitzender des Ausschusses für Umweltfragen, öffentliche Gesundheit und Lebensmittelsicherheit (bis Januar 2017, anschließend einfaches Mitglied) sowie Delegierter für die Beziehungen zu Südafrika. Aus der NCD ging im März 2017 die Alternativa Popolare (AP) hervor. Dieser gehörte La Via an, bis er im Februar 2018 zu Berlusconis Partei Forza Italia wechselte. Zur Europawahl 2019 trat La Via nicht mehr an, da der regionale Koordinator von Forza Italia in Sizilien, Gianfranco Micciché, seine Kandidatur ablehnte.